# نادي بيلينينسيس
نادي بيلينينسيس هو نادي كرة قدم برتغالي يعرف أيضاً باسم (B-SAD) من مدينة لشبونة. تأسس النادي في 30 يونيو 2018. وقدأسس النادي فرع المتمردين من نادي بيلينينسش وهو يلعبون في الدوري البرتغالي الممتاز.

## تاريخ النادي

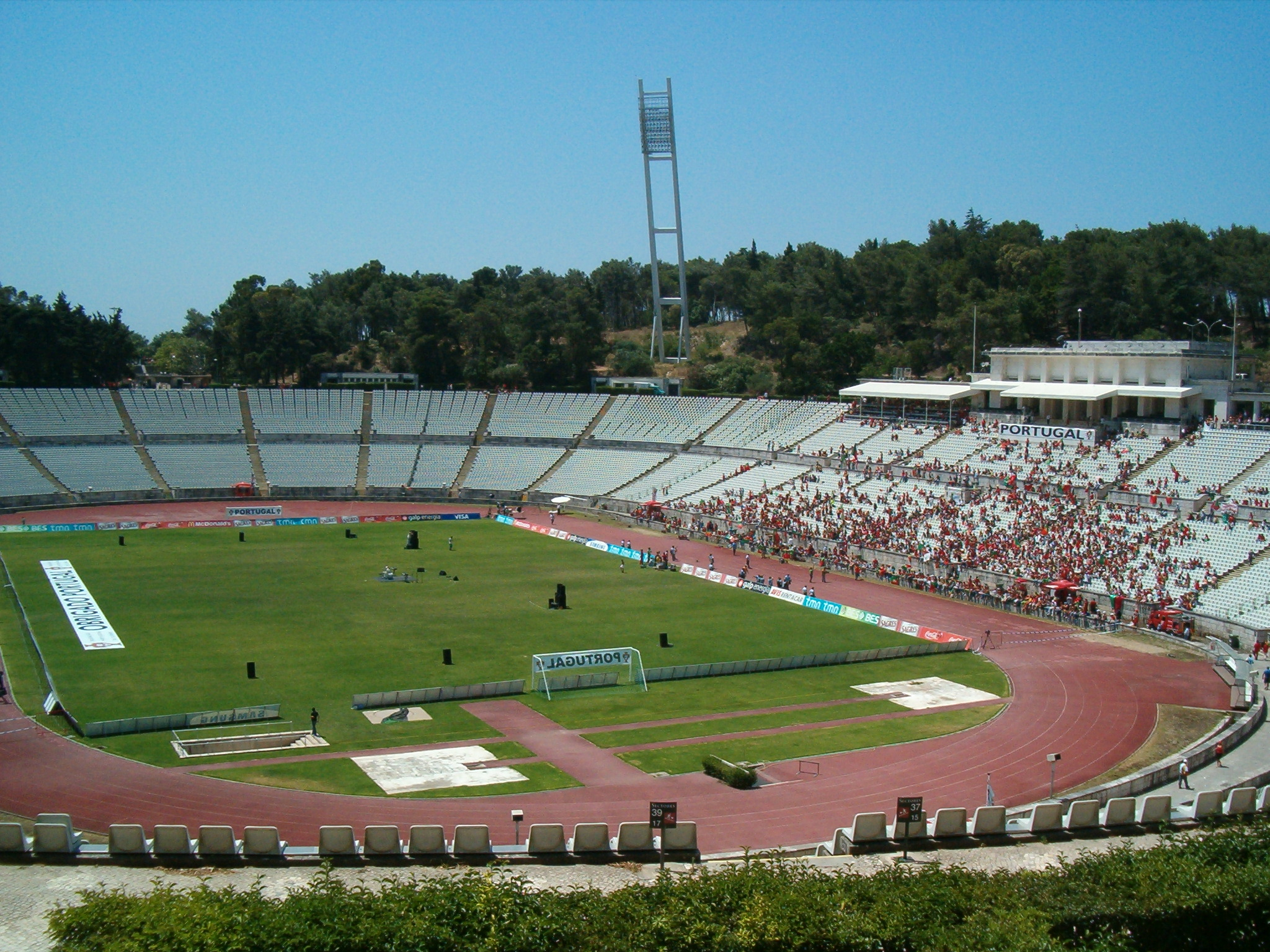
ملعب النادي

أنشأ نادي كرة القدم التاريخي نادي بيلينينسش في 1 يوليو 1999 لإدارة قسم كرة القدم للمحترفين (SAD:Sociedade Anónima Desportiva) والتي تعني (جمعية الرياضة المجهولة) وهي شركة رياضية عامة محدودة. في عام 2012 ، مع مواجهة كل من النادي و سوسيداد أنونيما ديسبورتيفا مشاكل مالية هائلة ، صوّت أعضاء النادي لبيع 51٪ من (SAD) لمستثمر ، كودسيتي، بقيادة روي بيدرو سواريس. بالإضافة إلى شراء الأسهم ، تم إبرام صفقة خاصة حيث يمكن للنادي المؤسس الاحتفاظ بحقوق خاصة ، مثل حق النقض على بعض قرارات سوسيداد أنونيما ديسبورتيفا وسلطة إعادة شراء أسهمه. كما تم الاتفاق على بروتوكول ينظم العلاقات بين النادي و سوسيداد أنونيما ديسبورتيفا. كما سيحتفظ النادي بـ 10٪ من أسهم سوسيداد أنونيما ديسبورتيفا .
وفي الوقت نفسه ، أنهت كودسيتي الصفقة المحدودة، مدعية حدوث انتهاكات تعاقدية من قبل النادي. في عام 2017 ، اعتبرت محكمة التحكيم الرياضية أن إنهاء الصفقة ساري المفعول ، مما أنهى إمكانية تمكن النادي من استعادة 51٪ من أسهم سوسيداد أنونيما ديسبورتيفا، من أجل استعادة السيطرة على قسم كرة القدم للمحترفين. 
مع تصاعد التوترات بين النادي و سوسيداد أنونيما ديسبورتيفا، انتهى البروتوكول الذي ينظم العلاقات بين كلا الكيانين في 30 يونيو 2018 ، مما أدى إلى توقف أي علاقة بين الطرفين. وشمل ذلك انهاء استخدام ملعب دو ريستيلو الذ اعتبر (ملكية خاصة بالنادي) من قبل فريق كرة القدم المحترف في سوسيداد أنونيما ديسبورتيفا. وهكذا ولد (B-SAD) كنادي كرة قدم مستقل ، تأسس في 1 يوليو 2018 ، بعد انفصال سوسيداد أنونيما ديسبورتيفا عن النادي.  وقد انضموا إلى اتحاد لشبونة لكرة القدم بصفتهم العضو رقم 1198 أما (عضو بيلينينسش الأصلي فرقم عضويته هو 64).
واعتبرت إنجازات بيلينينسش التاريخية ، مثل الانتصارات في 1945-1946 كامبيوناتو ناسيونال ، 3 كؤوس البرتغال و 3 كامبيوناتوس دي البرتغال ، تنتمي حصريًا للنادي ، حيث تم الفوز بها قبل إنشاء الاتحاد الدولي للصليب الأحمر في عام 1999. تم إنشاء النادي فريق كرة القدم الخاص به الذي بدأ اللعب في بطولات الدوري الإقليمية لشبونة من موسم 2018-19.
في غضون ذلك ، احتل فريق (B-SAD) مكان النادي في الدوري البرتغالي الممتاز. نظرًا لأن ملعب دو ريستيلو كانت ملكًا للنادي ، فقد تُرك نادي بيلينينسيس بدون ملعب خاص به. نتيجة لذلك ، بدأت نادي بيلينينسيس في ممارسة الألعاب المنزلية في الملعب الوطني في أويرس، وكان يدفع الإيجار للولاية لاستخدامه. في فبراير 2019 ، نظرًا لعدم توفر الملعب الوطني مؤقتًا ، استأجر نادي بيلينينسيس ملعب بونفيم ، الذي يبعد حوالي ستين كيلومترًا في شطوبر، عندما خاض مباراتين على أرضه فلعب مباراة ضد نادي موريرينسي. على هذا الملعب يوم 4 فبراير وحضره 298 متفرجًا ، والذي يعد أدنى مستوى للحضور الجماهيري في تاريخ الدوري البرتغالي. 
في أكتوبر 2018 ، مُنع بيلينينسيس من استخدام اسم وصليب ورموز بيلينينسش الأصلية بموجب قرار محكمة الملكية الفكرية.  على هذا النحو ، وبعد تأكيد قضائي لهذا القرار في مارس 2019 ، قدم نادي بيلينينسيس شارة جديدة للنادي لتمييز نفسه عن النادي الأصلي. 
في نوفمبر 2021 ، أشرك بيلينينسيس 9 لاعبين متاحين فقط بما في ذلك حارسان مرمى في مباراة بالدوري ضد بنفيكا ، بسبب انتشار نوع أوميكرون في الفريق. أدى هذا إلى خسارة (7-0) في نهاية الشوط الأول وتم إنهاء المباراة في نهاية المطاف في الدقائق الأولى من الشوط الثاني.

## تاريخ الدوري والكأس
| الموسم  |    | الترتيب | لعب | فوز | تعادل | خسر | له | عليه | النقاط | Cup               | League Cup     | Europe | Europe | Notes |
| ------- | -- | ------- | --- | --- | ----- | --- | -- | ---- | ------ | ----------------- | -------------- | ------ | ------ | ----- |
| 2018–19 | 1D | 9       | 34  | 10  | 3     | 11  | 42 | 51   | 43     | الجولة الرابعة    | الجولة الثالثة |        |        |       |
| 2019–20 | 1D | 15      | 34  | 9   | 8     | 17  | 27 | 54   | 35     | الجولة الرابعة    | الجولة الثانية |        |        |       |
| 2020–21 | 1D | 10      | 34  | 9   | 13    | 12  | 25 | 25   | 40     | الدور ربع النهائي | لم يشارك       |        |        |       |